# سپیدرخ حلقه‌زرشکی
سپیدرخ حلقه‌زرشکی (نام علمی: Leucorrhinia glacialis) نام یک گونه از سرده سپیدرخ‌ها است.